# Geodia nigra (Lindgren, 1897)
Geodia nigra är en svampdjursart som beskrevs av Lindgren 1897. Geodia nigra ingår i släktet Geodia och familjen Geodiidae.